# Gold(III)-bromid
Gold(III)-bromid ist eine chemische Verbindung aus der Gruppe der Bromide.

## Gewinnung und Darstellung
Gold(III)-bromid kann direkt durch Reaktion der Elemente Gold und Brom gewonnen werden.
{\displaystyle \mathrm {2\ Au+3\ Br_{2}\longrightarrow 2\ AuBr_{3}} }

## Eigenschaften
Gold(III)-bromid ist ein grauer Feststoff. Er zersetzt sich bei einer Temperatur über 160 °C. Die Verbindung besitzt eine monokline Kristallstruktur (Raumgruppe P21/c (Raumgruppen-Nr. 14), Gitterparameter a = 6,83 Å, b =20,4 Å, c = 8,11 Å, β = 119,7°) und liegt dabei in Form eines planaren Dimers Au2Br6 vor.

## Verwendung
Gold(III)-bromid wird als homöopathisches Medikament verwendet.